# Boophis albipunctatus
Espèce
Statut de conservation UICN

 LC  : Préoccupation mineure
Boophis albipunctatus est une espèce d'amphibiens de la famille des Mantellidae.

## Répartition
Cette espèce est endémique de Madagascar. Elle se rencontre entre 400 et 900 m d'altitude sur la façade Sud-Est de l'île,.

## Description
Boophis albipunctatus mesure en moyenne 33 mm pour les mâles, la taille moyenne des femelles n'est pas connue. Son dos est vert avec de petites taches blanches et parfois une pigmentation noire. Le ventre est blanc ou jaunâtre, la gorge est bleutée.

## Étymologie
Son nom d'espèce, du latin, alba, « blanc », et punctatus, « tacheté », lui a été donné en référence aux petites taches blanches présentes sur son dos.

## Publication originale
- Glaw & Thiesmeier, 1993 : Bioakustische Differenzierung in der Boophis luteus Gruppe (Anura: Rhacophoridae), mit Beschreibung einer neuen Art und einer neuen Unterart. Salamandra, vol. 28, p. 258-269 (texte intégral).